# Anton von Laun
Anton Isidor Edler von Laun (* 3. April 1843 in Kaaden, Böhmen; † 23. Dezember 1911 in Wien, Österreich-Ungarn) war ein deutschböhmisch-österreichischer Offizier, zuletzt im Rang eines Oberst.

## Leben
Anton Laun wurde 1843 im böhmischen Kaaden geboren. Seine Eltern waren der Bürger und Fleischhauermeister Anton Johann Laun (* 1801 in Kaaden) und die Lehrerstochter Johanna Josepha geb. Urban (* 1815 in Tuschmitz bei Kaaden). Im Anschluss an die Schulzeit trat Laun als Kadett in das k.k. Artillerie-Regiment Nr. 1 ein. 1866 nahm er am Feldzug gegen Preußen teil. Für seinen Einsatz wurde er innerhalb kurzer Zeit mehrfach befördert und ausgezeichnet. Am 9. Mai 1892 erhob ihn Kaiser Franz Joseph I. mit dem Prädikat Edler von Laun in den erblichen Adelsstand. Zuletzt war er Regimentskommandeur eines Artillerie-Regiments. 1900 wurde Laun zum Oberst befördert und in den Ruhestand versetzt. Seinen Lebensabend verbrachte er in Wien. Anton von Laun starb am 23. Dezember 1911 in seiner Wohnung in der Hadikgasse an einer Herzlähmung und fand seine letzte Ruhestätte auf dem Wiener Zentralfriedhof.
Seit 1881 war Laun mit Theresia Friederike Elisabeth Schneider aus Prag, Tochter des Juristen, Oberbergrats und Hochschullehrers Dr. jur. Franz Schneider (1805–1882) verheiratet. Aus der Ehe stammten der Jurist und Hochschullehrer Rudolf (von) Laun (1882–1975) und Bertha von Laun (1883–1966).

## Dienstgrade
- 1866 Leutnant
- 1867 Unterleutnant
- 1873 Oberleutnant
- 1882 Hauptmann 1. Klasse
- 1893 Major
- 1896 Oberstleutnant
- 1900 Oberst

## Auszeichnungen
- Militärverdienstkreuz
- Militär-Verdienstmedaille am roten Bande
- Kriegsmedaille
- Jubiläums-Erinnerungsmedaille
- Militärdienstzeichen für Offiziere, 3. Klasse